# Патаки, Аги
Аги Патаки (венг. Pataki Ági, урождённая Агнес Патаки; род. 5 сентября 1951, Будапешт) — венгерская модель и кинопродюсер. Около двух десятилетий она появлялась на плакатах линейки продуктов Fabulon компании Kőbánya Pharmaceuticals. Она также появлялась в рекламных акциях таких брендов, как Pepsi, Philip Morris, L'Oréal Professionnel и Semperit. В 2019 году, в возрасте 67 лет, она стала лицом рекламной кампании линии продуктов против морщин Helia-D Cell Concept.

## Карьера

### Ранние годы
До Венгерской революции 1956 года отец Патаки был офицером вооруженных сил страны. После революции он стал экономическим исследователем. Её мать была администратором в Министерстве здравоохранения. Детство Патаки провела в Будапеште. После окончания университета она работала профессиональным переводчиком, сдав немецко-испанский экзамен гида.

### Моделинг
Сопровождая туристическую группу во время посещения салона в Будапеште в конце 1960-х годов, Патаки была обнаружена владельцем салона, который посоветовал ей стать моделью. В 1970 году появилась фотография Патаки, сделанная Андреа Немецом, которую обнаружил графический дизайнер Йожеф Финта, директором по связям с общественностью Kőbánya Pharmaceuticals. Она стала моделью для плаката косметической линии компании Fabulon на протяжении 1970-х и 1980-х годов. Патаки также работала моделью в рекламе нескольких международных продуктов, работая с фотографами, включая Яноша Феньё, Габора Модоша и Миклоша Лендьеля.
В 2003 году она появилась в журнале Elle. В 2014 году она стала первой в Венгрии «It Woman» в кампании L'Oréal Professionnel It Looks. В 2015, 2016 и 2017 годах Forbes называл её девятой по значимости венгерской женщиной в сфере культуры.

### Кинопродюсер и бизнесвумен
В 1980-е годы Патаки стала бизнесвумен, ещё работая моделью, открыв сеть из трех модных бутиков. Она также занимается девелоперским бизнесом. К 1990-м годам Патаки стала известна в Венгрии как кинопродюсер. Она и её муж, Габор Ковач, один из основателей и директоров совместного предприятия Filmpartners, внесли большой вклад в успех венгерских фильмов в 2001, 2006 и 2010 годах. В 2003 году она была названа одной из пятидесяти самых успешных женщин Венгрии по версии Magyar Hírlap.
В 2011 году она стала управляющим директором-основателем Ассоциации независимых продюсеров. В 2015 году она вошла в состав профессионального жюри из пяти человек первой программы-инкубатора, объявленной Венгерским национальным кинофондом, которая отберёт десять кинопроектов для их развития. В 2016 году она участвовала в создании экспериментального фильма «Переписчик», который дебютировал на Международном конкурсе короткометражных анимационных фильмов в Палм-Спрингсе.